# メジナデルカンポ条約
メディナ・デル・カンポ条約（英：Treaty of Medina del Campo, 西：Tratado de Medina del Campo）は、スペイン（カスティーリャ＝アラゴン連合王国）とイングランドとの間で1489年3月26日に結ばれた条約である。
ヘンリー7世は、ボズワースの戦いでのリチャード3世に対する勝利の後、イングランド王位についた。ヘンリーには幼い息子がおり、スペインの君主にも幼い娘がいた。そして結婚と連合がおのおのの利益になるとの考えが生まれた。ヘンリーは主だった外国勢力から自身の地位の保証を取り付けることができるし、またスペインもフランスに対する軍事援助を得られるという思惑である。
1487年3月までに、結婚の提示はカトリック両王側からヘンリーになされた。交渉は原則に沿いながら迅速に帰着し、条約は1489年3月26日に文書化された。それらは、イングランドとスペインが万一フランスに戦争を布告したならば、互いに援助することを要求する条項を含んでいた。しかし、正式の条約はスペイン人に遥かにより有利であった。イングランドはもしギュイエンヌを回復していないならば、スペインが戦争を続けている限り軍事的に支援することを要求された。これに対してスペインは、遥かに小さな領地であるルシヨンとセルダーニャさえフランスから取り戻せば軍事援助を終了することができた。
条約は、ヘンリーの長男アーサーとカトリック両王の末娘カタリナ（キャサリン）の婚約を確約し、さらにカタリナの結婚持参金を20万クラウンとした。最後に、特権獲得を図ったカスティーリャ商人の介入で、より自由貿易が発展することを狙い、両国間の関税が下げられることになっていた。
しかし、ヘンリーはすぐに条約を批准しなかった。ヘンリーの1489年から1490年の間の外交政策は、スペインの君主あるいは神聖ローマ皇帝マクシミリアン1世のいずれかから実質的な支援を、フランスに対して戦いを始める前に得ようというものであった。1490年9月までにヘンリーは、スペイン及びハプスブルク家との三方同盟を結ぶことができる立場になり、9月23日にメディナ・デル・カンポ条約を批准した。同時に補足条約が、メディナ・デル・カンポ条約の用語を修正して提示された。この条約は、カトリック両王に拒絶された。
メディナ・デル・カンポ条約の大部分は実行されなかった。結局、結婚に関する条約は1492年と1497年に再交渉された。